# 天主号筒

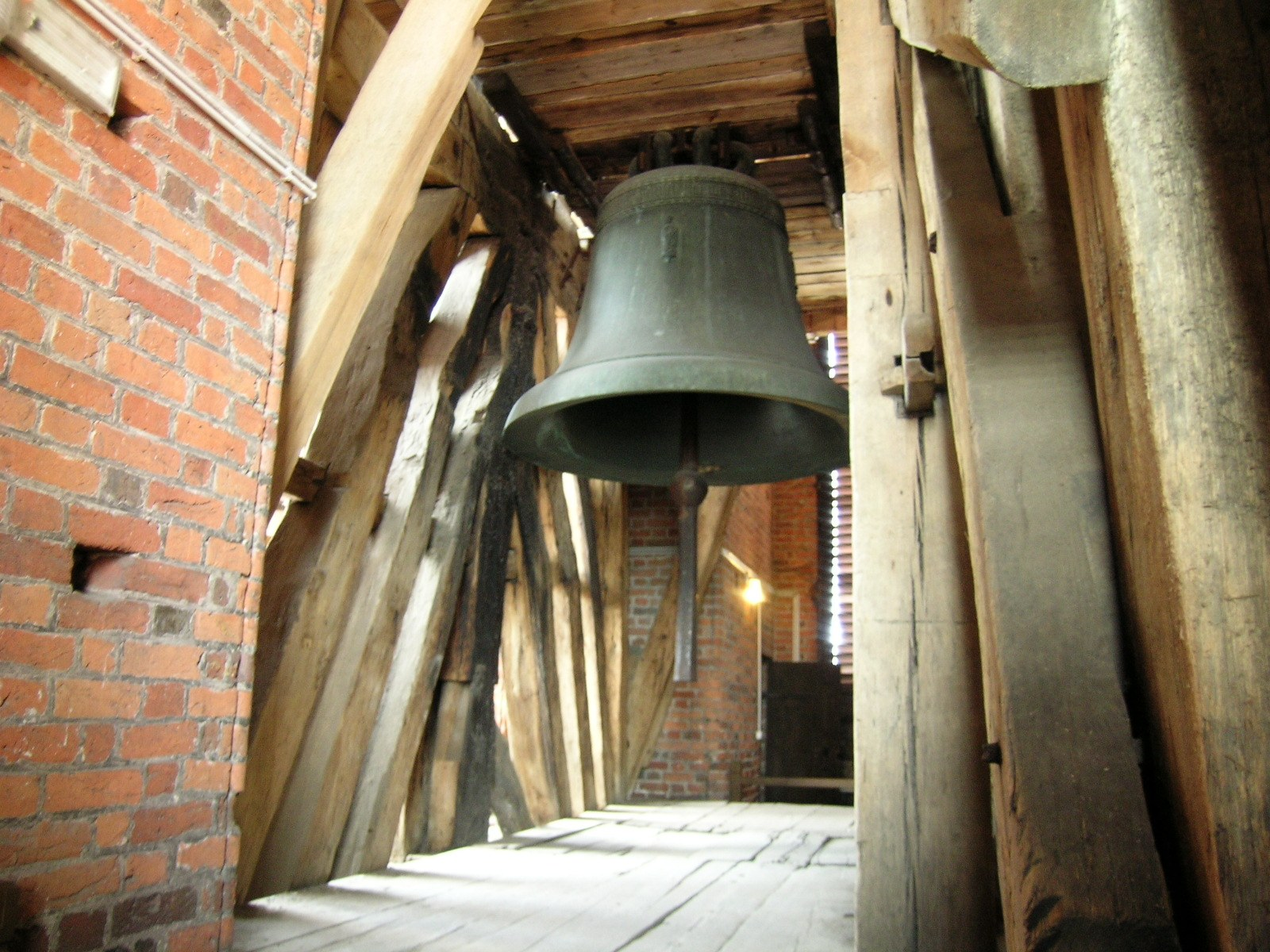
天主号筒

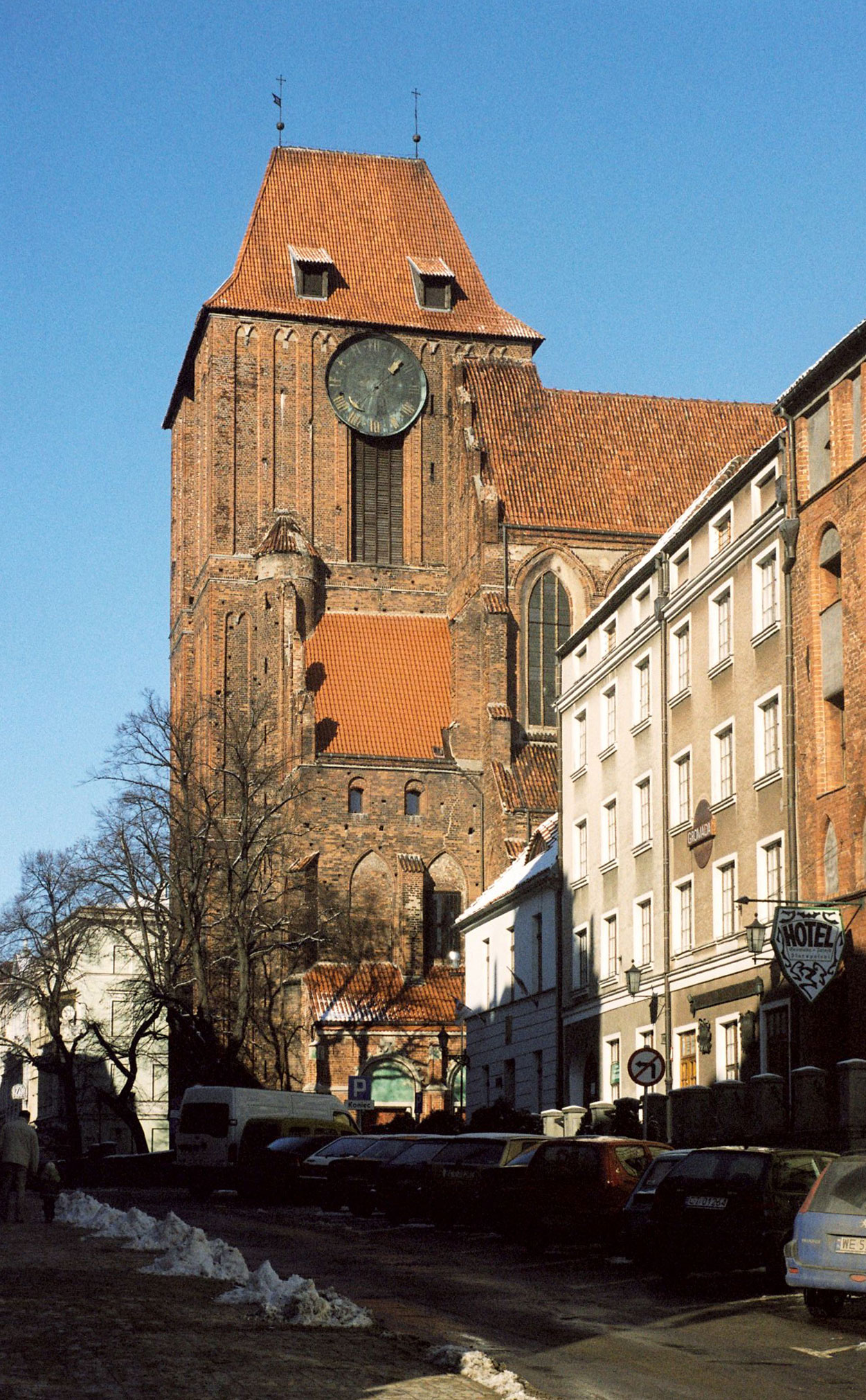
圣若翰洗者与圣史若望圣殿主教座堂的钟楼

天主号筒（波兰语：Tuba Dei）是一口古老的教堂大鐘，悬挂在波兰城市托伦的圣若翰洗者与圣史若望圣殿主教座堂，是欧洲最大的中世纪大钟之一。它在1500年于托伦由当地人马丁施密特铸造，在20年后克拉科夫的齐格蒙特大钟铸造之前，它是波兰最大的一口钟。
天主号筒重7238千克（包括200公斤的铃舌），直径2.27米，高2米。
另一口大钟，现在称为Thornan，在大北方战争期间的1703年，被卡尔十二世的瑞典军队从托伦抢到瑞典，悬挂在乌普萨拉主教座堂的北塔楼，以取代毁于1702年乌普萨拉大火的旧钟。